# Dzięciur płowy
Dzięciur płowy (Melanerpes striatus) – gatunek średniej wielkości ptaka z rodziny dzięciołowatych (Picidae). Jest endemitem wyspy Haiti oraz sąsiedniej wysepki Beata. Nie wyróżnia się podgatunków.

## Opis gatunku
Długość ciała 20–24 cm. Masa ciała: samce 83–92 g, samice 65–75 g.
Dzięciury płowe mają grzbiet w żółte i czarne prążki. Samce tego gatunku mają na głowie czerwony pas ciągnący się od czoła po górną część karku; pozostała część karku ma szerokie, pionowe, biało-czarne pasy. Samice są ubarwione podobnie, ale pas od czoła po czubek głowy jest czarny; mają też krótszy o około 20% dziób. Pokrywy nadogonowe czerwone. Spód ciała najczęściej w barwie oliwkowej, natomiast ogon jest czarny.

## Występowanie
Dzięciury płowe wstępują wzdłuż całego terytorium Haiti oraz Dominikany, zarówno na terenach półpustynnych, wokół wybrzeża, jak i w lasach tropikalnych, kończąc na wysokich łańcuchach górskich.

## Zachowanie
W przeciwieństwie do reszty dzięciołowatych, gatunek ten bardzo często organizuje się w stada lub nawet kolonie, które liczą kilkadziesiąt osobników. Głównym zadaniem kolonii jest ochrona terenów, na których żyją dzięciury, a także ochrona gniazd podczas sezonu rozrodczego.
Dzięciur płowy gnieździ się w wykutych przez siebie dziuplach. Samica składa 4–6 białych jaj; ich inkubacją, a później karmieniem piskląt zajmują się oboje rodzice.

## Status
Międzynarodowa Unia Ochrony Przyrody (IUCN) uznaje dzięciura płowego za gatunek najmniejszej troski (LC – least concern) nieprzerwanie od 1988 roku. Liczebność populacji nie została oszacowana, ale ptak ten opisywany jest jako pospolity. Trend liczebności populacji uznawany jest za spadkowy ze względu na utratę siedlisk.